# Synchroidae

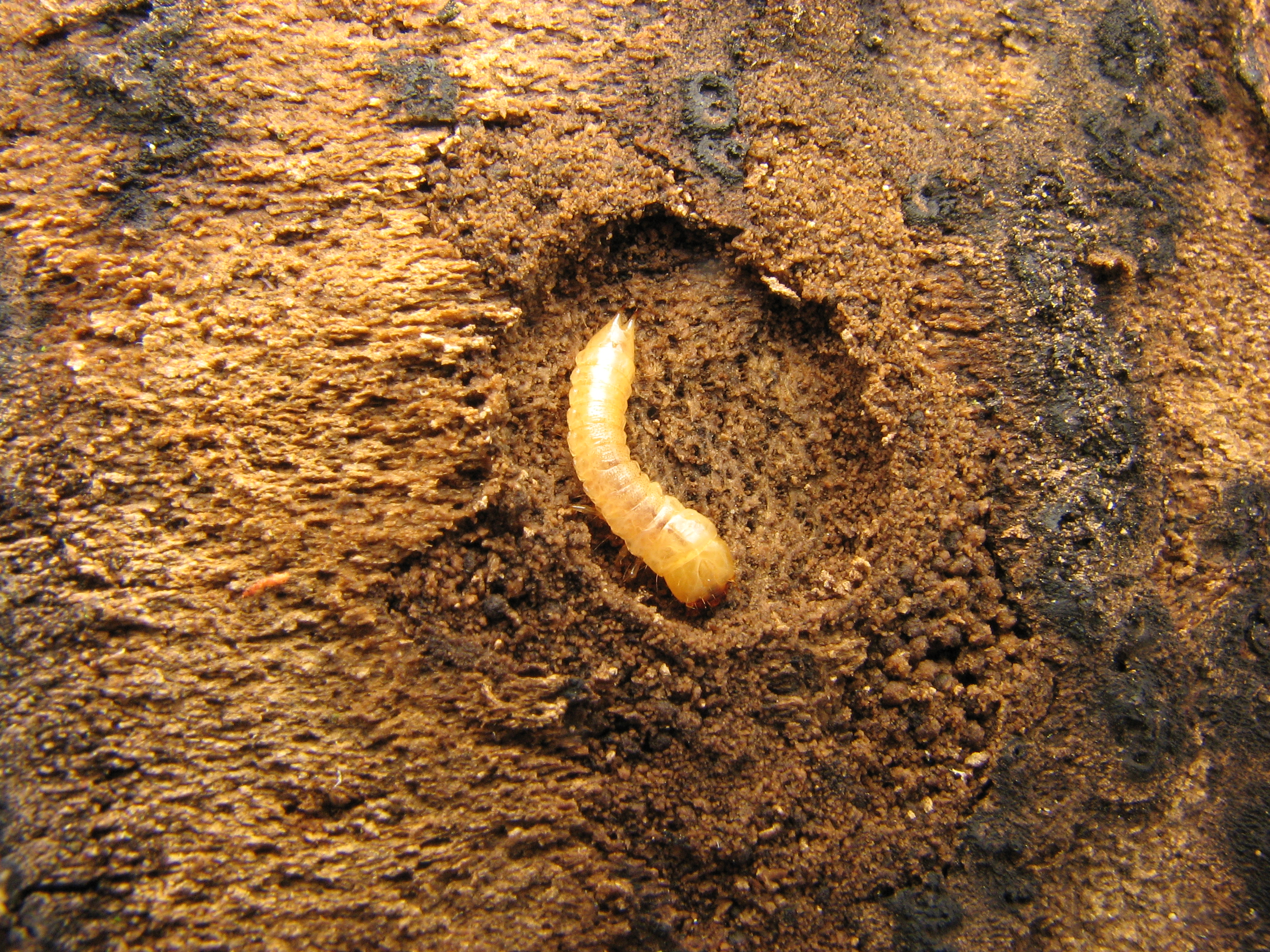
Synchroa punctata larva bajo la corteza

Synchroidae es una  familia de coleópteros polífagos. La familia comprende tres géneros, Mallodrya, Synchroa, y Synchroina, con un total de cinco especies.  Viven bajo la corteza de los árboles. Dos especies viven en América del Norte y una de las especie en el este de Asia, ninguna  en Europa. Fue descrita científicamente por Jean Théodore Lacordaire en 1859.

## Descripción
Son escarabajos oblongos, de tamaño medio, de color marrón o negro, finamente peludos en el dorso. La cabeza es más o menos triangular vista desde arriba.  La frente se cubre con el pelo largo. Las antenas son muy largas y delgadas, con forma de hilo, y consta de 11 segmentos. El pronoto es mucho más ancho que largo, con bordes redondeados. En la base hay como un surco  corto en el centro y un agujero rectangular en cada lado. Las patas son muy delgadas y largas. 

## Géneros
La familia posee los siguientes géneros:
- Mallodrya
- Synchroa
  - Synchroa punctata
- Synchroina